# ۴٬۲٬۲-تری‌متیل‌پنتان
۴٬۲٬۲-تری‌متیل‌پنتان (به انگلیسی: 2,2,4-Trimethylpentane) همچنین با عنوان ایزواکتان نیز شناخته می‌شود، یک ترکیب آلی با فرمول شیمیایی (CH3)3CCH2CH(CH3)2 است. این ماده یکی از چندین ایزومر از اکتان (C8H18) است. این ایزومر در مقیاس رتبه‌بندی اکتان، نقطه استاندارد ۱۰۰ را دارد (نقطه صفر نرمال هپتان است). این ترکیب به عنوان افزودنی بنزین برای کاهش صدا و ضربه زنی موتور خودروها به کار می‌رود.

## ایمنی
۲٬۲٬۴-تری‌متیل‌پنتان مانند همه هیدروکربن‌ها قابل اشتعال است.